# 44527 Tonnon
44527 Tonnon è un asteroide della fascia principale. Scoperto nel 1998, presenta un'orbita caratterizzata da un semiasse maggiore pari a 2,7633983 au e da un'eccentricità di 0,1314407, inclinata di 13,99152° rispetto all'eclittica.